# Premio Albert Londres
El Premio Albert Londres es el más importante del periodismo en Francia, considerado el equivalente del Premio Pulitzer. Inspirado en Albert Londres.
Creado en 1932, se otorgó por primera vez en 1933. Se conceden dos premios cada año. El principal se otorga al "mejor reportero en la prensa escrita". Desde 1985, se otorga un segundo premio al "mejor periodista audiovisual".

## Historia
Tras la muerte de Londres, el 16 de mayo de 1932, su hija, Florise Martinet Londres, decidió crear un premio en su memoria. Desde 1933, se concede cada 16 de mayo, a un periodista de menos de cuarenta años.
Desde que Florise muriera en 1975, el Premio es administrado por la Asociación del Premio Albert Londres, que incluye a diversos ganadores. Presidida durante 21 años por Henri Amouroux, es encabezada desde mayo de 2006 por Josette Alia.
El premio es otorgado por un jurado de 19 periodistas y los ganadores del año anterior. En 1985, por sugerencia de Henri de Turenne, también director, se creó un premio para el mejor documental audiovisual. Desde entonces, ha sido gestionado por la Sociedad Civil de Autores Multimedia (SCAM), una agrupación de autores de documentales.

## Laureados

### Periodismo
- 1933: Émile Condroyer
- 1934: Stéphane Faugier
- 1935: Claude Blanchard
- 1936: Jean Botrot
- 1937: Max Massot
- 1938: Jean-Gérard Fleury
- 1939: Jacques Zimmermann
- 1946: Marcel Picard, por J'étais un correspondant de guerre - Ed. Janicot
- 1947: André Blanchet, por Débarquement à Haïphong - Ed. Dorian
- 1947: Dominique Pado, por Russie de Staline - Ed. Elvézir
- 1948: Pierre Voisin, Le Figaro
- 1949: Serge Bromberger, Le Figaro
- 1950: Alix d'Unienville, por En vol - Albin Michel
- 1951: Henri de Turenne, por Retour de Corée - Éditions Julliard
- 1952: Georges Menant, Le Dauphiné libéré
- 1953: Maurice Chanteloup, Le Figaro
- 1954: Armand Gatti, por Envoyé spécial dans la cage aux fauves - Éditions du Seuil
- 1955: Jean Lartéguy, Paris-Presse
- 1956: René Mauriès, La Dépêche du Midi
- 1957: René Puissesseau, France Soir
- 1958: Max Olivier-Lacamp, Le Figaro
- 1959: Jean-Marc Théolleyre, Le Monde
- 1960: Jacques Jacquet-Francillon, Le Figaro
- 1961: Marcel Niedergang, por Tempête sur le Congo - Ed. Plon
- 1962: Max Clos, Le Figaro
- 1963: Victor Franco, por Cuba, La révolution sensuelle - Éditions Grasset
- 1964: José Hanu, por Quand le vent souffle en Angola - Ed. Brepols
- 1965: Michel Croce-Spinelli, Sagipress
- 1966: Yves Courrière, Nice Matin
- 1967: Jean Bertolino, La Croix
- 1968: Yves Cuau, por Israël attaque - Robert Laffont
- 1969: Yves-Guy Bergès, France Soir
- 1970: Philippe Nourry, Le Figaro
- 1971: Jean-François Delassus. por Le Japon : monstre ou modèle - Hachette
- 1972: Jean-Claude Guillebaud, Sud Ouest y Pierre Bois, Le Figaro
- 1973: Jean-Claude Pomonti, Le Monde
- 1974: François Missen, Le Provençal
- 1975: Thierry Desjardins, Le Figaro
- 1976: Pierre Veilletet, Sud Ouest
- 1977: François Debré, por Cambodge, la révolution de la forêt - Flammarion
- 1978: Christian Hoche, L'Express
- 1979: Hervé Chabalier, Le Matin de Paris
- 1980: Marc Kravetz, Libération
- 1981: Bernard Guetta, Le Monde
- 1982: Christine Clerc, por Le Bonheur d'être français - Grasset
- 1983: Patrick Meney, AFP
- 1984: Jean-Michel Caradec'h, Paris Match
- 1985: Alain Louyot, Le Point
- 1986: François Hauter, Le Figaro
- 1987: Jean-Paul Mari, Le Nouvel Observateur
- 1988: Sorj Chalandon, Libération y Samy Ketz, AFP
- 1989: Jean Rolin, por La ligne de front - Ed Quai Voltaire
- 1990: Yves Harté, Sud Ouest
- 1991: Patrick de Saint-Exupéry, Le Figaro
- 1992: Olivier Weber, Le Point
- 1993: Philippe Broussard, Le Monde
- 1994: Dominique le Guilledoux, Le Monde
- 1995: Agencia France Presse Moscú (Jean Raffaelli, Boris Bachorz, Marielle Eudes, Paola Messana, Catherine Triomphe, Stéphane Orjollet, Sebastian Smith, Bertrand Rosenthal e Isabelle Astigarraga)
- 1996: Annick Cojean, Le Monde
- 1997: Caroline Puel, Libération, Le Point
- 1998: Luc Le Vaillant, Libération
- 1999: Michel Moutot, AFP, Nueva York
- 2000: Anne Nivat Ouest-France, Libération, Chienne de guerre, Ed. Fayard
- 2001: Serge Michel
- 2002: Adrien Jaulmes, Le Figaro
- 2003: Marion van Renterghem, Le Monde
- 2004: Christophe Ayad, Libération
- 2005: Natalie Nougayrède, Le Monde
- 2006: Delphine Minoui, Le Figaro
- 2007: Luc Bronner, Le Monde
- 2008: Benjamin Barthe, Le Monde
- 2009: Sophie Bouillon, XXI
- 2010: Delphine Saubaber, L'Express
- 2011: Emmanuel Duparcq, AFP, Islamabad, Pakistan
- 2012: Alfred de Montesquiou Paris Match
- 2013: Doan Bui, Le Nouvel Observateur
- 2014: Philippe Pujol, La Marseillaise.[3]
- 2015: Luc Mathieu, Libération.[4]
- 2016: Claire Meynial, Le Point.[5]
- 2017: Samuel Forey, Indépendant
- 2018: Elise Vincent, Le Monde
- 2019: Benoît Vitkine, Le Monde.[6]
- 2020 : Allan Kaval Le Monde
- 2021 : Caroline Hayek, L’Orient-Le Jour
- 2022 : Margaux Benn Le Figaro

### Audiovisual
- 1985: Christophe De Ponfilly y Bertrand Gallet, por les Combattants de l'insolence
- 1986: Philippe Rochot, por un reportaje sobre Líbano
- 1987: Frédéric Laffont, por la Guerre des nerfs
- 1988: Daniel Leconte, por Barbie, sa deuxième vie
- 1989: Denis Vincenti y Patrick Schmitt, por les Enfants de la honte
- 1990: Gilles de Maistre, por J'ai 12 ans et je fais la guerre
- 1991: Dominique Tierce, Hervé Brusini and Jean-Marie Lequertier para l'Affaire Farewell (France 2)
- 1992: Lise Blanchet y Jean-Michel Destang, por le Grand Shpountz (France 3, Thalassa)
- 1993: Jean-Jacques Le Garrec, por 5 jours dans Sarajevo (France 2, Journal de 20h)
- 1994: Florence Dauchez, por Rachida, lettres d'Algérie (les Films d'ici for France 3)
- 1995: Marie-Monique Robin, por Voleurs d'yeux (Planète, M6)
- 1996: Patrick Boitet y Frédéric Tonolli, por Les Seigneurs de Behring (France 3)
- 1997: Claude Sempère for Envoyé spécial : La Corse (France 2)
- 1998: Catherine Jentile and Manuel Joachim for Chronique d'une tempête annoncée (TF1)
- 1999: Christophe Weber and Nicolas Glimois for les Blanchisseuses de Magdalen (France 3, Sunset presse)
- 2000: Rivoherizo Andriakoto for les Damnés de la terre (C9 Télévision, les Films du cyclope)
- 2001: Danielle Arbid for Seule avec la guerre (Movimento for Arte)
- 2002: Thierry and Jean-Xavier de Lestrade for la Justice des hommes (Maha productions)
- 2003: Bertrand Coq and Gilles Jacquier for Naplouse (France 2)
- 2004: Rithy Panh for S21, la machine de mort Khmère rouge (Arte, INA)
- 2005: Grégoire Deniau and Guillaume Martin for Traversée clandestine (France 2)
- 2006: Manon Loizeau and Alexis Marant for La Malédiction de naître fille (Capa for Arte, TSR and SRC)
- 2007: Anne Poiret, Gwenlaouen Le Gouil and Fabrice Launay for Muttur : un crime contre l'humanitaire (France 5)
- 2008: Alexis Monchovet, Stéphane Marchetti and Sébastien Mesquida for Rafah, chroniques d'une ville dans la bande de Gaza (Playprod and System TV for France 5)
- 2009: Alexandre Dereims for Han, le prix de la liberté (Java films and Première nouvelle for Public Sénat)
- 2010: Jean-Robert Viallet for La mise à mort du travail (France 3)
- 2011: David André pour Une peine infinie, histoire d'un condamné à mort (France 2)
- 2012: Audrey Gallet et Alice Odiot pour Zambie, à qui profite le cuivre ?.
- 2013: Roméo Langlois pour Colombie : à balles réelles (France 24).
- 2014: Julien Fouchet, Sylvain Lepetit and Taha Siddiqui for La guerre de la polio (France 2).[3]
- 2015: Delphine Deloget and Cécile Allegra for Voyage en barbarie (Public Sénat).[4]
- 2016: Sophie Nivelle-Cardinale & Étienne Huver, for Disparus, la guerre invisible de Syrie (Arte).[5]
- 2017 : Tristan Waleckx & Matthieu Rénier, pour Vincent Bolloré, un ami qui vous veut du bien ? (France 2).[7][8]
- 2018 : Marjolaine Grappe, Christophe Barreyre et Mathieu Cellard, pour Les hommes des Kim (Les hommes du dictateur). (Arte).[9]
- 2019 : Marlène Rabaud for Congo Lucha (RTBF and BBC)
- 2020: Sylvain Louvet and Ludovic Gaillard (CAPA) for their documentary Seven billion suspects, broadcast on Arte19
- 2021: Alex Gohari and Léo Mattei for their documentary On the Line. The expellees of America20
- 2022: Alexandra Jousset and Ksenia Bolchakova for their documentary Wagner, Putin’s Shadow Army22
- 2023: Hélène Lam Trong for her documentary Daesh, the Phantom Children broadcast on France 526

### Book
- 2017 : David Thomson, Les Revenants (Seuil, 2016).
- 2018 : Jean-Baptiste Malet, L'Empire de l'or rouge. Enquête mondiale sur la tomate d'industrie (Fayard, 2017).